# Oligodon melaneus
Espèce
Oligodon melaneus est une espèce de serpent de la famille des Colubridae.

## Répartition
Cette espèce est endémique de l'Inde.

## Description
L'holotype de Oligodon melaneus, une femelle, mesure 34 mm. Cette espèce a le face dorsale noirâtre s’éclaircissant sur les flancs. Sa face ventrale est gris bleu chez le mâle et de la même couleur mais tachetée de noir chez la femelle.
La femelle décrite, gravide, portait quatre œufs mesurant jusqu'à environ 16 mm.

## Étymologie
Son nom d'espèce, du grec ancien μέλας, mélas, « noir », lui a été donné en référence à sa couleur.

## Publication originale
- Wall, 1909 : Notes on snakes from the neighbourhood of Darjeeling. Journal of the Bombay Natural History Society, vol. 19, p. 337-357 (texte intégral).